# Alberto Valdés Lacarra
Alberto Valdés Lacarra (ur. 30 listopada 1950, zm. 19 grudnia 2020) – meksykański jeździec sportowy. Brązowy medalista olimpijski z Moskwy.
Zawody w 1980 były jego pierwszymi igrzyskami olimpijskimi. Startował na koniu Caribe. Pod nieobecność sportowców z części krajów tzw. Bloku Zachodniego sięgnął po medal w drużynowym konkursie skoków przez przeszkody. Brał również udział w igrzyskach olimpijskich w 1992 roku.
Jeźdźcem i medalistą olimpijskim był także jego ojciec o tym samym imieniu.